# Плеханов, Владимир Владимирович
Влади́мир Влади́мирович Плеха́нов (род. 11 апреля 1958, Москва) — советский легкоатлет, специалист по тройному прыжку. Выступал за сборную СССР по лёгкой атлетике в 1980-х годах, обладатель серебряной медали чемпионата Европы в помещении, победитель и призёр первенств всесоюзного значения. Мастер спорта СССР международного класса. Заслуженный тренер России.

## Биография
Владимир Плеханов родился 11 апреля 1958 года в Москве.
Начал заниматься лёгкой атлетикой в 1977 году, выступал за спортивное общество «Зенит» и Профсоюзы.
В 1983 году окончил Московский областной государственный институт физической культуры.
Впервые заявил о себе на всесоюзном уровне в сезоне 1984 года, когда на зимнем чемпионате СССР в Москве с результатом 17,09 превзошёл всех соперников в тройном прыжке и завоевал золотую медаль.
В 1985 году с личным рекордом 17,60 выиграл серебряную медаль на чемпионате СССР в Ленинграде, уступив всего 9 сантиметров установившему здесь рекорд Европы Олегу Проценко.
Попав в состав советской сборной, в 1986 году выступил на чемпионате Европы в помещении в Мадриде — прыгнул на 17,21 метра и стал серебряным призёром позади своего соотечественника Мариса Бружикса. На чемпионате СССР в Киеве показал результат 17,07 и взял бронзу.
В 1987 году принимал участие в чемпионате Европы в помещении в Льевене, с результатом 16,89 занял в тройном прыжке пятое место.
Завершил спортивную карьеру по окончании сезона 1988 года.
За выдающиеся спортивные достижения удостоен почётного звания «Мастер спорта СССР международного класса».
Впоследствии проявил себя на тренерском поприще, работал тренером сборной России по тройному прыжку, тренером в КСК «Луч» и МГФСО. В разное время занимался подготовкой таких известных российских прыгунов как Анна Бирюкова, Иоланда Чен, Елена Олейникова, Евгения Жданова, Иван Ухов, Анна Чичерова. Заслуженный тренер России (1993).